# Ácido isobutírico
Ácido isobutírico, também conhecido como ácido 2-metilpropanoico, é um ácido carboxílico.